# Francesco Antonio Vallotti

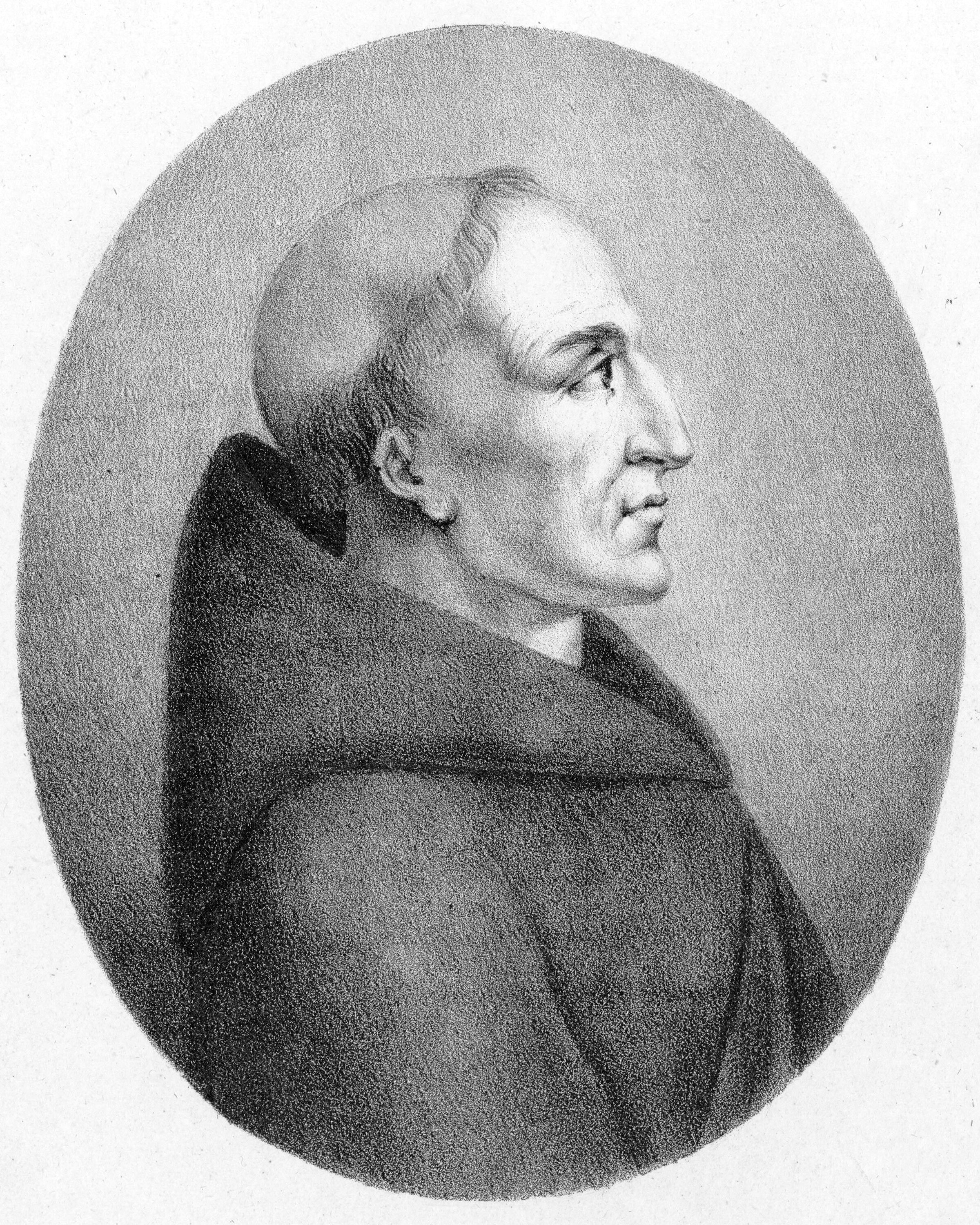
Francesco Antonio Vallotti

Francesco Antonio Vallotti  (Vercelli, 11 juni 1697- Padua, 10 januari 1780) was een Italiaans componist, muziektheoreticus en organist. 

## Biografie
Vallotti werd geboren in Vercelli en was een groot natuurliefhebber. Hij studeerde bij G. A Bissone aan de kerk van St. Eusebius, en was lid van de Franciscaanse orde in 1716.  Hij werd tot priester gewijd in 1720. In 1722 werd hij organist in de St. Antonio in Padua, en zou er uiteindelijk in 1730 de functie van "maestro die capella" gaan bekleden, als opvolger van Calegari. Hij zou die positie vijftig jaar behouden. In Padua zou hij Giuseppe Tartini ontmoeten, en met hem op muzikaal gebied gaan samenwerken. Vallotti stierf in Padua op 10 januari 1780.

## Harmonie en contrapunt
Vallotti dacht veel na over de theorie van harmonie en contrapunt. Zijn theoretische inspanningen zouden in 1779 uitmonden in een publicatie van zijn 167 pagina's tellen werk "Della Scienza teorica e pratica della moderna musica" (op de wetenschappelijke theorie en de praktijk van de moderne muziek). Hij volbracht dit werk net voor zijn dood. Een van zijn meest geciteerde bijdragen aan deze theorie was zijn ontwikkeling van een systeem van voldoende temperament in de muziek, tegenwoordig bekend als Vallotti temperament. 

## Werk
De bestaande composities van Vallotti zijn geheel gewijd aan de natuur. Zij omvatten: 
- Responsoriale voor vier stemmen begeleid door klavecimbel
- Responsoriale voor sabbato Sancto
- Responsoriale voor coena Domini

Van veel van zijn werken is alleen het manuscript nog over. Zij omvatten: 
- 12 Intro's voor 5 en 8 stemmen
- 68 Psalmen voor 2 en 8 stemmen en instrumenten
- 46 Hymnes
- 10 Responsorials
- 1 Sepulto domino, vespers en andere composities

Vallotti heeft ook 43 heilige stukken georkestreerd van zijn vroegere meester Calegari.
- Biblioteca Nacional de España: XX974224
- Bibliothèque nationale de France: cb11991275d (data)
- Gemeinsame Normdatei: 119316692
- International Standard Name Identifier: 0000 0001 1021 4713
- Library of Congress Control Number: n82058951
- MusicBrainz: 09ac3c3a-4bd8-40ff-ba5b-51bb68e47b4d
- Nationale Bibliotheek van Israël: 987007404809205171
- Nederlandse Thesaurus van Auteursnamen: 074909614
- Istituto Centrale per il Catalogo Unico: UBOV513138
- SNAC: w6dn4h4m
- Système universitaire de documentation: 161505244
- Virtual International Authority File: 14779408
- WorldCat: E39PBJcwB8FhmbjkMfrkgFyDbd